# Hair (film)
A Hair (eredeti cím: Hair) 1979-ben bemutatott amerikai zenés vígjáték-dráma, melyet az 1967-as azonos című musical alapján Miloš Forman rendezett, Michael Weller forgatókönyvéből.  A főbb szerepekben John Savage, Treat Williams, Beverly D’Angelo, Annie Golden, Dorsey Wright és Don Dacus látható. 
Az 1979. március 14-én bemutatott filmet pozitívan fogadták a kritikusok. Jelölték a legjobb külföldi filmnek járó César-díjra, valamint a 37. Golden Globe-gálán két jelölést kapott: maga a film a legjobb filmmusicalnek vagy vígjáték, míg a főszereplő Treat Williams az év színész felfedezettje kategóriában. A Hair emellett két David di Donatello-díjat is megnyert (legjobb külföldi rendező, legjobb külföldi zene).

## Rövid történet
A történet főhőse a vietnámi háború idején besorozott Claude, aki összebarátkozik egy hippicsapattal, megismerkedik a tudatmódosító szerek és a háborúellenesség világával, valamint a kötöttségek nélküli, szabad életmód eszméjével.

## Cselekmény
(zárójelben a film betétdalainak címe feltüntetve)
A film az 1960-as évek második felében, a vietnámi háború idején játszódik. Claude Hooper Bukowski, egy naiv oklahomai fiatal férfi megkapja behívóját a hadseregbe, ezért New Yorkba utazik ("Age Of Aquarius"). Bevonulása előtt szeretné végignézni a nagyváros nevezetességeit. A Central Parkban találkozik a hajléktalanként élő és pénzt kéregető George Bergerrel és annak hippi barátaival — a fekete LaFayette "Hud" Johnsonnal, Woof Dacshunddal és az egyik férfitól gyermeket váró (de az apa kilétét nem ismerő) Jeannie Ryannel. Claude megpillantja a parkban lovagló arisztokrata származású Sheila Franklint, akin azonnal megakad a tekintete ("Sodomy", "Donna"). Bergerék felajánlják a fiúnak, hogy megmutatják neki New Yorkot. 
Aznap este Claude újdonsült barátaival drogozik és megismeri a korszak amerikai társadalmának szociális és faji problémáit ("Hashish", "Colored Spade", "Manchester", "I'm Black/Ain't Got No"). Másnap reggel Berger véletlenül meglát egy újságcikket Sheiláról. A cikk segítségével eljutnak a lány lakcímére és hívatlanul betörnek egy előkelő partira, bemutatni Claude-ot Sheilának. Itt Berger az asztalon táncolva botrányt okoz ("I Got Life"), a merev és konzervatív közegben élő Sheila legnagyobb örömére. A hippi férfit társaival együtt letartóztatják a rendzavarásért. Claude a félretett 50 dollárjából leteszi Bergerért az óvadékot, aki – miközben Woof a börtönben megtagadja hosszú haja levágását ("Hair") – először Sheilától próbál pénzt szerezni, sikertelenül. Ezután az édesanyjától kapott pénzen Berger kijuttatja barátait a börtönből. 
A hippik a Central Parkba mennek egy béketüntetésre ("LBJ"), Claude kipróbálja az LSD-t. Sheila megjelenik a rendezvényen bocsánatot kérni, Claude a kábítószeres tripje során szembesül belső konfliktusaival ("Electric Blues/Old Fashioned Melody", "Hare Krishna"). Miután elmúlik a szer hatása, Claude összeszólalkozik Bergerrel és társaival: részben egy buta tréfa (a hippik pucér fürdőzésük közben elrejtik Sheila ruháit, aki így félmeztelenül kénytelen hazamenni), részben pedig a vietnámi háborúról vallott, eltérő nézeteik miatt. Claude felkeresi a sorozóirodát ("Where Do I Go?"), alkalmasnak nyilvánítják ("Black Boys/White Boys") és Nevadában megkezdi alapkiképzését. New Yorkban már tél van, amikor Claude levelet ír Sheilának ("Walking In Space"). A lány ezt megmutatja hippi barátainak is, Berger pedig kitalálja, hogy látogassák meg Claude-ot. Előtte még felbukkan Hud menyasszonya a férfi kisfiával és kérdőre vonja vőlegényét, amiért nem vállal felelősséget közös gyermekükért és kapcsolatukért ("Easy To Be Hard"). A hippik "kölcsönveszik" Sheila testvérének, Steve-nek az autóját és Nevadába indulnak. 
Megérkeznek Claude kiképzőközpontjába ("Three-Five-Zero-Zero", "Good Morning Starshine"), de a bázisra nem engedik be a katonák a különc látogatókat. Sheila megismerkedik egy Fenton nevű őrmesterrel a helyi bárban, elcsábítja és ellopja az egyenruháját, valamint az autóját. Berger levágatja haját, magára ölti az uniformist és önmagát magas rangú katonának kiadva, az őrmester autójával a bázisra hajt. A vonakodó Claude nem akar kiszökni a központból, ezért Berger ruhát cserél vele. Claude így feltűnés nélkül eltűnhet egy kis időre és még egyszer találkozhat a közelben piknikező barátaival, elbúcsúzva Sheilától. 
Claude távollétében riadókészültséget hirdetnek ki a bázison és az újoncokat azonnal Vietnámba vezénylik. Számtalan sorstársával együtt Bergert is egy csapatszállító repülőgépre terelik. A visszaérkező Claude elborzadva látja a kiürült barakkokat és Berger repülőgépe után fut, de mindhiába ("The Flesh Failures"). Hónapokkal később Claude, Sheila és a többi bandatag az Arlingtoni Nemzeti Temetőben gyászol a Vietnámban elhunyt Berger sírjánál. A film végén egy hatalmas béketüntetés veszi kezdetét Washingtonban ("Let the Sunshine In").

## Szereplők
| Szerep                                                        | Színész          | Magyar hang         | Magyar hang         | Magyar hang         |
| Szerep                                                        | Színész          | 1. szinkron         | 2. szinkron         | 3. szinkron         |
| ------------------------------------------------------------- | ---------------- | ------------------- | ------------------- | ------------------- |
| Claude Hooper Bukowski, vidéki fiú, akit besoroznak katonának | John Savage      | Czvetkó Sándor      | Czvetkó Sándor      | Markovics Tamás     |
| George Berger, a hippik vezetője                              | Treat Williams   | Csankó Zoltán       | Viczián Ottó        | Damu Roland         |
| Sheila Franklin, előkelő család leánya                        | Beverly D’Angelo | Bertalan Ágnes      | Orosz Anna          | Orosz Helga         |
| Jeannie Ryan, hippilány                                       | Annie Golden     | Csondor Kata        | Solecki Janka       | Molnár Ilona        |
| LaFayette „Hud” Johnson, hippi                                | Dorsey Wright    | Galambos Péter      | Schneider Zoltán    | Szokol Péter        |
| Woof Daschund, hippi                                          | Don Dacus        | Welker Gábor        | Nagy Ervin          | (n. a.)             |
| Énekesnő a Central Parkban („Ain’t Got No” / „White Boys”)    | Nell Carter      | ének (eredeti hang) | ének (eredeti hang) | ének (eredeti hang) |
| Hud menyasszonya, gyermekének anyja                           | Cheryl Barnes    | Makay Andrea        | Ruttkay Laura       | (n. a.)             |
| Fenton őrmester                                               | Richard Bright   | (n. a.)             | Király Attila       | (n. a.)             |
| Énekesnő a Central Parkban („Black Boys”)                     | Ellen Foley      | ének (eredeti hang) | ének (eredeti hang) | ének (eredeti hang) |
| Steve Franklin, Sheila fivére                                 | Miles Chapin     | Kálloy Molnár Péter | Fekete Zoltán       | Kapácsy Miklós      |
| Rózsaszín ruhás nő                                            | Charlotte Rae    | nem szólal meg      | nem szólal meg      | nem szólal meg      |
| Énekesnő a Central Parkban („Black Boys”)                     | Laurie Beechman  | ének (eredeti hang) | ének (eredeti hang) | ének (eredeti hang) |
| Tábornok                                                      | Nicholas Ray     | (n. a.)             | Várday Zoltán       | (n. a.)             |
| Berger anyja                                                  | Antonia Rey      | Tóth Judit          | Szabó Éva           | Andai Katalin       |
| Berger apja                                                   | Geogre J. Manos  | Kardos Gábor        | Balázsi Gyula       | (n. a.)             |
| Woodrow Sheldon                                               | Michael Jeter    | (n. a.)             | (n. a.)             | (n. a.)             |
| Énekesnő („Aquarius”)                                         | Renn Woods       | ének (eredeti hang) | ének (eredeti hang) | ének (eredeti hang) |

## Filmzene
Az összes dalszöveg szerzője Gerome Ragni és James Rado; az összes szám szerzője Galt MacDermot.
| 1.  | Aquarius (Ren Woods)                | 4:47 |
| 2.  | Sodomy (Don Dacus)                  | 1:30 |
| 3.  | Donna/Hashish (Treat Williams)      | 4:19 |
| 4.  | Colored Spade (Dorsey Wright)       | 1:34 |
| 5.  | Manchester (John Savage)            | 1:58 |
| 6.  | Abie Baby/Fourscore (Nell Carter)   | 2:43 |
| 7.  | I'm Black/Ain't Got No              | 2:24 |
| 8.  | Air                                 | 1:27 |
| 9.  | Party Music                         | 3:26 |
| 10. | My Conviction                       | 1:46 |
| 11. | I Got Life (Treat Williams)         | 2:16 |
| 12. | Frank Mills                         | 2:39 |
| 13. | Hair                                | 2:43 |
| 14. | L.B.J.                              | 1:09 |
| 15. | Electric Blues/Old Fashioned Melody | 3:50 |
| 16. | Hare Krishna                        | 3:20 |

| 1.  | Where Do I Go? (John Savage)              | 2:50 |
| 2.  | Black Boys (Ellen Foley)                  | 1:12 |
| 3.  | White Boys (Nell Carter)                  | 2:36 |
| 4.  | Walking in Space (My Body)                | 6:12 |
| 5.  | Easy to Be Hard (Cheryl Barnes)           | 3:39 |
| 6.  | Three-Five-Zero-Zero                      | 3:49 |
| 7.  | Good Morning Starshine (Beverly D’Angelo) | 2:24 |
| 8.  | What a Piece of Work is Man               | 1:39 |
| 9.  | Somebody to Love                          | 4:10 |
| 10. | Don't Put It Down                         | 2:25 |
| 11. | The Flesh Failures/Let the Sunshine In    | 6:06 |

## Díjak és jelölések
- David di Donatello-díj (1979)
  - díj: legjobb rendező – Miloš Forman
  - díj: legjobb filmzene – Galt MacDermot
- César-díj (1980)
  - jelölés: legjobb külföldi film – Miloš Forman
- Golden Globe-díj (1980)
  - jelölés: legjobb film (filmmusical vagy vígjáték)
  - jelölés: az év színész felfedezettje – Treat Williams

## Fordítás
- Ez a szócikk részben vagy egészben  a   Hair (film) című angol Wikipédia-szócikk fordításán alapul.  Az eredeti cikk szerkesztőit annak laptörténete sorolja fel. Ez a jelzés csupán a megfogalmazás eredetét és a szerzői jogokat jelzi, nem szolgál a cikkben szereplő információk forrásmegjelöléseként.